# 야시카 J
야시카 J(Yashica J)는 1961년에 출시된 35mm 레인지 파인더 카메라이며, 고급 랜즈를 달고 있다.

## 사양
- 제조회사: 야시카
- 출시년도: 1961
- 몸체: 블랙 , 크롬 랜즈 바렐
- 타입: 35mm 레인지 파인더 시스템
- 포커싱: 수동
- 레인지 파인더: 합치식
- 랜즈 마운트: 고정
- 셔터: 코팔 블레이드 셔터,B 1/25, 1/50, 1/100, 1/300
- 노출 미터: 없음
- 슈: 콜드 슈
- 모터 구동: 없음
- 무게: 640g